# Coşoveni
Coşoveni es una comuna ubicada en el distrito de Dolj, Rumania.

## Superficie
Posee una superficie de 42,39 kilómetros cuadrados.

## Demografía
Hasta 2021 la población era de 3238 habitantes, con una densidad de población de 76,39 habitantes por kilómetro cuadrado.